# Leichtathletik Club Jena
Der Leichtathletik Club Jena e. V. oder kurz LC Jena ist ein Leichtathletikverein in der thüringischen Stadt Jena, der nach der Insolvenz des Mehrspartenvereins TuS Jena am 14. November 2011 als eigenständiger Leichtathletikverein gegründet wurde. Er zählt aktuell (Stand 2. Juli 2014) knapp 300 Mitglieder. Die Vereinsfarben sind Rot und Weiß.

## Geschichte der Jenaer Leichtathletik

Logo

Bereits ab 1907 gewann Jena zunehmend nationale Bedeutung in der Leichtathletik. In den folgenden Jahren fanden in der Stadt verschiedenrangige Wettkämpfe bis hin zu den DDR-Leichtathletik-Meisterschaften 1955 und den olympischen Ausscheidungswettkämpfen 1964 statt. Von 1954 bis 1990 existierte der SC Motor Jena. Prominente Jenaer Leichtathleten aus dieser Zeit sind unter anderem die Olympiasieger Renate Stecher (100 m), Ruth Fuchs (Speerwurf), Wolfgang Nordwig (Stabhochsprung), Marlies Göhr (4 × 100 m), Bärbel Wöckel (4 × 100 m und 200 m), Heike Drechsler (Weitsprung), Ingrid Auerswald (4 × 100 m) und Petra Felke (Speerwurf). Der nach der Wende am 3. Dezember 1990 gegründete TuS Jena meldete im Jahr 2011 Insolvenz an und wurde schließlich vom am 14. November 2011 gegründeten LC Jena abgelöst.

## Erfolge
Bereits in seinen Anfangsjahren kann der LC Jena auf nationale und internationale Erfolge verweisen. Bernhard Seifert wurde Vierter im Speerwurf bei den U20-Weltmeisterschaften 2012 in Barcelona, Thomas Röhler erreichte in derselben Disziplin den siebten Platz bei den U23-Europameisterschaften 2011 in Tallinn. Katja Demut ist WM-Sechzehnte von 2009 sowie neunfache deutsche Meisterin im Dreisprung und hält in dieser Disziplin auch den deutschen Rekord im Freien und in der Halle. Im Jahr 2013 konnten sich Bernhard Seifert und Thomas Röhler die Plätze zwei und drei bei den U23-Europameisterschaften in Tampere (FIN) sichern. Ferner hält die männliche U16-Mannschaft aus Jena den deutschen Rekord über 4-mal 100 Meter (43,84 s). Thomas Röhler durfte für Deutschland bei den Olympischen Spielen 2016 in Rio de Janeiro teilnehmen und krönte sich mit einer Weite von 90,30 m zum Olympiasieger im Speerwurf.

## Veranstaltungen
2014 fand am 13. Juli bereits zum 18. Mal das Nationale Leichtathletik-Meeting in Jena statt.